# キズィルテパ
キズィルテパ (ラテン文字:Kyzyltepa, Kiziltepa, Qiziltepa、ウズベク語: Qiziltepa / Қизилтепа、ロシア語: Кызылтепа) はウズベキスタン・ナヴォイ州の都市である。州都のナヴォイからは西に約40kmの位置にある。2012年の人口は15,028人となっている。「キジルテパ」と表記されることもある。

## 交通
街にはナヴォイからブハラへと向かうウズベキスタン鉄道のキズィルテパ駅がある。

## 教育施設
- キズィルテパ地区第27学校[5]